# 制覇に進む若き獅子
「制覇に進む若き獅子」（せいはにすすむわかきしし）は、かつて日本職業野球連盟に所属していたライオン軍の球団歌である。作詞・八木好美、作曲・山田耕筰。

## 解説
1936年（昭和11年）2月15日に國民新聞傘下で結成された大東京軍は活動開始直後から成績低迷と資金難に苦しみ、共同印刷専務の大橋松雄と大阪の中堅商社・田村駒創業者の田村駒治郎に売却された。
新体制となった1937年（昭和12年）、大橋は球団の経営安定策として外部企業とのタイアップにより「大東京軍」と言う名称を変更することを提案し、当時の新聞へ頻繁に広告を出していた企業として味の素やわかもと製薬、近江兄弟社などが候補に上がった中で最終的に球団のスポンサーとなったのはライオン歯磨を擁する小林商店（現在のライオン）で、同社から月額800円の広告費を支給する代わりにシーズンオフは指定地域で巡業試合を行うことが主な条件とされる。このスポンサード契約締結に伴い球団名が「大東京軍」から「ライオン軍」へ変更され、1938年（昭和13年）秋に小林商店広告部長の平野次郎による発案を受けて歌詞を一般公募し、球団歌を制定することになった。
作曲家の山田耕筰を審査員に迎えて選考を行った結果、一等（賞金100円）入選となったのは兵庫県揖保郡越部村（現たつの市新宮町）在住の詩人・八木好美による応募作で、他に佳作（50円）として5篇、応援団が発するエールの優秀作品が6点選ばれた。山田は3年前に朝日新聞社の依頼で「全国中等学校優勝野球大会行進曲」（作詞・富田砕花）を作曲しているが、プロ野球の球団歌を手掛けたのはこの「制覇に進む若き獅子」が唯一とみられる。
発表演奏は1939年（昭和14年）のシーズン開幕となる3月18日に後楽園球場で日本コロムビア所属の伊藤久男と中野忠晴、コロムビア・リズムボーイズアンドシスターズが「ライオン歯磨」の広告を入れた真新しいスコアボードを前に創唱を行ったが、レコードの製造は確認されていない。楽譜は社内報「ライオンだより」昭和14年2月15日号に掲載されている。

### 発表後
ライオン軍は1940年（昭和15年）に対米英関係悪化を受けて連盟から出された英語禁止通達に反発し他球団が大阪タイガースから「阪神軍」、東京セネタースから「翼軍」のように球団名を変更する中で同年のシーズンは「ライオン軍」の球団名を維持したが、1941年（昭和16年）には「朝日軍」への改称を余儀なくされたため「制覇に進む若き獅子」が球団歌として歌われたのは2年弱に留まった。
朝日軍は戦後の1946年（昭和21年）に田村の主導で「パシフィック」の球団名により活動を再開し「太陽ロビンス」を経て1948年（昭和23年）より「点を取る」の験担ぎで「大陽ロビンス」となったが、この時に新球団歌「輝けロビンス」が制定された。
また、朝日軍への改称に伴いスポンサーを外れることになった小林商店は戦後に西鉄クリッパースと西日本パイレーツが合併して西鉄ライオンズ（現在の埼玉西武ライオンズ）が発足したことを記念し、球団歌「西鉄ライオンズの歌」を寄贈している。

## 評価
音楽評論家のスージー鈴木は『週刊ベースボール』の連載コラムで本曲を取り上げ「タイトルからして文学的」で40年後に作られた埼玉西武ライオンズの球団歌「地平を駈ける獅子を見た」（作詞・阿久悠、作曲・小林亜星）に近い語感があると述べ、ライオン軍が「ネーミングライツや球場広告、そして応援歌と、今に連なる施策アイディアを、早々と戦前に打ち出しているのはすごい」と評している。